# Carlisle (Indiana)
Pour les articles homonymes, voir Carlisle (homonymie).
Carlisle est une commune du comté de Sullivan, situé dans l'Indiana, aux États-Unis. Sa population était de 692 habitants au dernier recensement.